# Dos Lagunas Airport
Dos Lagunas Airport är en flygplats i Guatemala.   Den ligger i departementet Petén, i den norra delen av landet, 300 km norr om huvudstaden Guatemala City. Dos Lagunas Airport ligger 325 meter över havet.
Terrängen runt Dos Lagunas Airport är platt, och sluttar österut. Runt Dos Lagunas Airport är det glesbefolkat, med 8 invånare per kvadratkilometer. Det finns inga samhällen i närheten. I omgivningarna runt Dos Lagunas Airport växer i huvudsak städsegrön lövskog.